# Peter Kviečinský
Peter Kviečinský, né le 27 mars 1981 à Bratislava, est un joueur de squash représentant la Slovaquie. Il atteint en novembre 2009 la 194e place mondiale sur le circuit international, son meilleur classement. Il est champion de Slovaquie en 2014.

## Palmarès

### Titres
- Championnats de Slovaquie : 2014